# Cephetola pinodes
Cephetola pinodes es una  especie de mariposas perteneciente a la familia Lycaenidae.
Se puede encontrar en Sierra Leona, Costa de Marfil, Ghana, Nigeria, Camerún, la República del Congo, la República Centroafricana, la República Democrática del Congo, Uganda y Tanzania.

## Subespecies
- Cephetola pinodes pinodes (Sierra Leone, Costa de Marfil, Ghana, Nigeria del Oeste).
- Cephetola pinodes budduana (Talbot, 1937) (Este de Nigeria, Camerún, Congo, Central African Republic, Democratic Republic of Congo, Uganda, Noroeste de Tanzania).